# Bergöfjärden, Österbotten
Bergöfjärden är en fjärd i Finland. Den ligger i landskapet Österbotten, i den sydvästra delen av landet, 400 km nordväst om huvudstaden Helsingfors.
Bergöfjärden ligger mellan Bergö och Bredskäret i väster och Trutören och fastlandet i öster. Den södra delen av fjärden, söder om Börsskäret och Dersören, kallas Storfjärden. I norr avgränsas fjärden av Synnerstören, Synnerstörs grund och Malskäret, Malax där den ansluter till Kobbsjön.